# USS 인디애나 폴리스 (영화)
USS 인디애나 폴리스(USS Indianapolis: Men of Courage)는 미국에서 제작된 마리오 반 피블스 감독의 2016년 액션, 전쟁 영화이다. 니콜라스 케이지 등이 주연으로 출연하였다.

## 출연

### 주연
- 니콜라스 케이지
- 톰 시즈모어
- 토마스 제인
- 맷 랜터

### 조연
- 위로니카 로사티
- 코디 워커
- 브라이언 프리슬리
- 에밀리 테넌트
- 캘라드 해리스
- 에밀리 마리 팔머
- 만델라 반 피블스
- 조이 카포네

## 제작진
- 총괄프로듀서: 마틴 J. 바랍
- 총괄프로듀서: 티모시 패트릭 카반노
- 총괄프로듀서: 패트리시아 이버리
- 프로듀서: 마이클 멘델슨
- 프로듀서: 리처드 델 카스트로
- 미술: 조 레몬